# Cape Hooker, Östantarktis
Cape Hooker är en udde i Antarktis. Den ligger i Östantarktis. Nya Zeeland gör anspråk på området.
Terrängen inåt land är platt österut, men åt sydväst är den kuperad. Havet är nära Cape Hooker åt nordost. Trakten är obefolkad. Det finns inga samhällen i närheten.